# Jim O'Neill
Pour les articles homonymes, voir O'Neill.
Jim O'Neill, né le 17 mars 1957 à Manchester, est un économiste britannique, qui a travaillé pour la firme Goldman Sachs, avant sa nomination en tant que sous-secrétaire d'État parlementaire, poste qu'il quitte en 2016.

## Biographie
Après des études à l'université de Sheffield, il entre dans la finance d'entreprise, avant de diriger Goldman Sachs Asset Management.
Il est principalement connu pour ses analyses économiques concernant le Brésil, la Russie, l'Inde et la Chine. Il utilise le terme BRIC dès 2001 pour les désigner, dans son article « Building Better Global Economic BRICs. ». 
Il est également l'auteur du sigle MIKT pour désigner le groupe de pays Mexique, Indonésie, Corée du Sud et Turquie.
Jim O'Neill a un intérêt pour le Forex. Il y obtient un certain succès. En 2005, Gavyn Davies (en) le décrit comme « le meilleur économiste de Forex de la dernière décennie ».
Le 6 novembre 2011, au moment de la crise de la dette publique grecque, il estime que la zone euro sera démantelée en cas d'intégration budgétaire plus poussée. Marc Roche estime que Jim O'Neill « tient le haut du pavé dans la défénestration de l'euro ».
Le 5 février 2013, la banque Goldman Sachs annonce dans un communiqué que Jim O'Neill quittera ses fonctions dans le courant de l'année pour des raisons qui restent encore inconnues. Il s'agirait cependant selon plusieurs analystes d'un différend quant au positionnement stratégique de la filiale de gestion Goldman Sachs Asset Management.
En août 2013, Jim O'Neill déclare que l’acronyme « BRIC » n’aurait plus aucun sens : « si je devais le changer, je ne laisserais plus que le « C », a-t-il remarqué avant d’ajouter ironiquement : « mais cela ne ferait sans doute pas un excellent acronyme... » .

## Nominations
Créé pair à vie le 28 mai 2015, titré « baron O'Neill of Gatley », il entre en tant que membre à la chambre des lords.